# Полянин, Александр Яковлевич
Полянин Александр Яковлевич (2 августа 1929, д. Полянино, Марийская АССР — 27 ноября 2013) — российский учёный, преподаватель Марийского государственного технического университета, первый заведующий кафедрой «Водные ресурсы», автор более 150 научных трудов, действительный член Российской академии естественных наук по секции леса, Почётный работник высшего профессионального образования Российской Федерации, ветеран труда. Разработал и внедрил в производство импульсные потокообразователи, разработал новейшие технологии комплексной переработки пневой древесины. Учёная степень — доктор технических наук. Учёное звание — профессор.

## Биография
После окончания средней школы поступил в Марийский государственный педагогический институт имени Н.К. Крупской.
В 1951 году окончил физико-математический факультет Марийского Государственного института им. Н.К. Крупской. 
С 1961 года работает в Марийского государственного технического университета на кафедрах физики, высшей математики, водного транспорта леса и гидравлики, в качестве ассистента, старшего преподавателя, доцента, профессора. 
В 1969 году защитил кандидатскую диссертацию. 
В 1995 году защитил докторскую диссертацию. 
В 1998 году присвоено ученое звание профессора, избран действительным членом Российской академии естественных наук по секции леса.
Женат. Дети - Игорь (доктор технических наук, профессор, заведующий кафедрой "Транспортно-технологические системы" Марийского государственного технического университета) и Эльвира (кандидат технических наук, доцент, жена ректора (2002-2012 г.г.) Брянского государственного технического университета А.В. Лагерева).

## Научные интересы
- Электрогидравлика.
- Гидравлика водного транспорта леса.
- Гидравлические машины и потокообразователи.
- Комплексное использование водных ресурсов.